# 王国瑞 (1897年)
王国瑞（1897年—1971年），男，山东莱阳人，中华人民共和国政治人物。

## 生平
王国瑞是山东莱阳市谭格庄镇小水岔村人。1938年加入中国共产党。抗日战争时期，先后任莱阳县农救会会长，莱阳第四区区长，县财政科科长，掖县税务局局长，胶东军区联络处莱阳办事处主任等职。1945年8月，解放军攻占莱阳城后，任莱阳特区区长。1946年3月特区撤销后，他任莱东县县长。1947年3月。他调到胶东行署粮食局任局长。
中华人民共和国成立后，先后在上海市运粮指挥部行政处任处长，浙江省粮食局任副局长，浙江省财政委员会任总支书记，浙江省林业厅副厅长、厅长等职。1971年病逝。